# Tabanus coarctatus
Tabanus coarctatus är en tvåvingeart som beskrevs av Stone 1935. Tabanus coarctatus ingår i släktet Tabanus och familjen bromsar. Inga underarter finns listade i Catalogue of Life.